# Paraonuphis ultraabyssalis
Paraonuphis ultraabyssalis är en ringmaskart som beskrevs av Kucheruk 1977. Paraonuphis ultraabyssalis ingår i släktet Paraonuphis och familjen Onuphidae. Inga underarter finns listade i Catalogue of Life.